# Sur les routes d'acier
Pour plus de détails, voir Fiche technique et Distribution.
Sur les routes d'acier est un film documentaire français réalisé par Boris Peskine, sorti en 1938.
Le film a été commandité par la Fédération nationale des travailleurs des chemins de fer.

## Synopsis
Ce film déroule une histoire du chemin de fer, depuis les trains à vapeur jusqu'aux années 1930.  Sur les routes d'acier loue les services rendus par les cheminots à l'économie française (transport du charbon, de la production agricole...) tandis que défilent des plans d'infrastructures - ponts, tunnels - exaltant la science des ingénieurs ferroviaires. Le corps des cheminots tout entier est salué pour son abnégation et sa rigueur. Le film présente, schéma et graphiques à l'appui, l'organigramme de la SNCF nouvellement créée, avant de se lancer dans la description des œuvres sociales du syndicat des cheminots.

## Fiche technique
- Titre : Sur les routes d'acier
- Réalisation, photographie et montage : Boris Peskine
- Scénario et commentaire : Peskine et Griffoul
- Musique originale : Germaine Tailleferre
- Orchestre : Direction de Maurice Jaubert
- Ingénieur du son : Couessin
- Dessins et graphiques : Griffoul
- Production : Ciné-Liberté, sur commande de La Fédération Nationale des Travailleurs des Chemins de Fer
- Durée : 38 minutes
- Année : 1938

## Contexte de production
Sur les Routes d'acier est le premier film de la trilogie syndicale commanditée par la CGT et produite par Ciné-Liberté, avant Les Bâtisseurs et Les Métallos. Il a probablement été commandé à l'occasion de la nationalisation des chemins de fer et de la création de la SNCF (décret-loi du 31 août 1937).